# Winnertzia brachypalpa
Winnertzia brachypalpa är en tvåvingeart som beskrevs av Boris Mamaev 1975. Winnertzia brachypalpa ingår i släktet Winnertzia och familjen gallmyggor. Inga underarter finns listade i Catalogue of Life.